# Forcipomyia bucera
Forcipomyia bucera är en tvåvingeart som beskrevs av Debenham 1987. Forcipomyia bucera ingår i släktet Forcipomyia och familjen svidknott. Inga underarter finns listade i Catalogue of Life.